# ناوشکن پادشاه مونمو
| Kors Munmu ناوشکن مونمو | Kors Munmu ناوشکن مونمو |
| ----------------------- | ----------------------- |
| ناوشکن پادشاه مونمو     |                         |
| اطلاعات کلی             |                         |
| نوع کشتی                | ناوشکن                  |
| کشور سازنده             | کره جنوبی               |
| مشخصات                  |                         |
| جنگ‌افزارها              |                         |
| سرنوشت                  |                         |

ناوشکن پادشاه مونمو یک ناوشکن نیروی دریایی کره جنوبی است. این نام از پادشاه کره مونمو گرفته شده است.

## ساخت و ساز و ماموریت
در مارس ۲۰۰۹، کشتی پادشاه مونمو به خارج از کره جنوبی فرستاده شد تا از کشتی‌های تجاری در برابر دزدان دریایی سومالی محافظت کند.

## طراحی
KDX-II بخشی از یک برنامه ساخت بسیار بزرگتر است که هدف آن تبدیل ROKN به نیروی دریایی آبی است. گفته می‌شود که این اولین جنگنده اصلی مخفیانه در ROKN است و برای افزایش قابل توجه قابلیت‌های ROKN طراحی شده است.